# Ich hab’ mich so an dich gewöhnt
Ich hab’ mich so an dich gewöhnt ist ein österreichisches Musik- und Verwechslungslustspiel aus dem Jahre 1952 von Eduard von Borsody, das gelegentlich auch unter dem Titel Geschiedenes Fräulein gezeigt wird, mit Inge Egger in einer Doppelrolle und O. W. Fischer in der männlichen Hauptrolle. Der Geschichte liegt der Roman Winterkühle Hochzeitsreise von Margot Daniger zugrunde.

## Handlung
Annelie und Christa Dahn sind eineiige Zwillinge, die kaum jemand voneinander unterscheiden könnte, wären die beiden nicht grundverschiedene Charaktere. Während Christa eher ruhig, sittsam und in sich gekehrt ist, kommt Annelie so manches Mal wie ein kleiner Wirbelwind daher. Eines Tages fasst beider strenge Tante Helene den Entschluss, Christa mit dem schmucken jungen Rechtsanwalt Dr. Peter Heider zu verheiraten; sie hält ihn für eine gute Partie. Die Sache hat nur einen Haken: Christa liebt diesen Mann nicht. Dennoch fügt sie sich dem Willen der dominant-herrischen Tante. Das bringt Annelie auf den Plan.
Da die Schwestern quasi als „doppeltes Lottchen“ durchgehen, tauschen sie kurzerhand die Rollen. Ab sofort ist nun Annelie, die eigentlich ihr Arbeitsleben in Lugano als Sekretärin des Komponisten Claus Werden bestreitet, mit dem ahnungslosen Peter verheiratet, um ihm auf der anstehenden Hochzeitsreise als neuvermählte „Christa“ den Ehehimmel zur Hölle werden zu lassen, in der Hoffnung, dass er recht bald auf Scheidung drängt. Peter ahnt nichts von seinem „Glück“. Derweil geht die echte Christa zum Komponisten Claus und gibt dort eine charakterlich gewandelte Annelie. Mit dem Rollentausch stellen Annelie und Peter schließlich fest, dass sie viel besser zusammenpassen als er und ihre Schwester. Zur gleichen Zeit verliebt sich der Schöngeist Claus passenderweise in Christa. Die Erkenntnisse führen im Hause Dahn also erst zu einer Scheidung und dann zu einer Doppelhochzeit.

## Produktionsnotizen
Ich hab’ mich so an dich gewöhnt entstand im Frühjahr 1952 im Atelier von Wien-Schönbrunn sowie mit Außendrehs in Kitzbühel, Lugano, Semmering und Wien. Der Film wurde am 25. September 1952 in Stuttgart uraufgeführt, die österreichische Premiere fand am 14. November 1952 in Wien statt.
Produzent Eduard Hoesch übernahm auch die Produktionsleitung, die Filmbauten entwarf Julius von Borsody, der Bruder des Regisseurs. Fritz Rotter und Heino Gaze zeichneten für die Lieder verantwortlich.

## Kritik
Im Lexikon des Internationalen Films heißt es: „Banales Lustspiel ohne Charme; voller niveauloser Situationskomik.“